# Erin Entrada Kelly
Erin Entrada Kelly (ur. 5 września 1977 w Hays) – amerykańsko-filipińska pisarka, specjalizująca się w literaturze dziecięcej. W powieściach wykorzystuje elementy kultury filipińskiej.

## Życiorys
Erin Entrada Kelly urodziła się 5 września 1977 w Hays, ale dorastała w Lake Charles. Następnie przeniosła się do stanu Delaware. Filipińskie pochodzenie odziedziczyła po matce, która wyemigrowała z tego kraju do Stanów Zjednoczonych. Kelly uzyskała tytuł bachelor’s degree w dziedzinie studiów kobiecych i sztuk wyzwolonych na McNeese State University i Master of Fine Arts na Rosemont College, gdzie prowadzi kursy literatury dziecięcej na poziomie magisterskim. Jest również wykładowcą na Hamline University.
Początkowo pracowała jako dziennikarka American Press i redaktorka Thrive Magazine. W 2015 opublikowała pierwszą powieść, Blackbird Fly, która została uhonorowana Golden Kite Award i wyróżnieniem przez Asian Pacific American Librarians Association (APALA). Za swoją drugą powieść, The Land of Forgotten Girls, otrzymała w 2016 Asian/Pacific American Awards for Literature, a rok później za Cześć, wszechświecie (ang. Hello, Universe) Medal Johna Newbery’ego.

## Publikacje
Zestawienie zostało opracowane na podstawie źródła:
- Blackbird Fly (2015)
- The Land of Forgotten Girls (2016)
- Cześć, wszechświecie (2017)
- You Go First (2018)
- Lalani z dalekich mórz (2019)
- We Dream of Space (2020)
- Maybe Maybe Marisol Rainey (2021)
- Those Kids From Fawn Creek (2022)
- Surely Surely Marisol Rainey (2022)